# Кускокуим
Ку́скокуим, Ку́скоквим (англ. Kuskokwim River) — река на северо-западе Северной Америки, в штате Аляска, США. Впадает в залив Кускоквим Берингова моря, образуя дельту. Это 9-я крупнейшая река США по среднему расходу воды и 17-я крупнейшая река страны по площади бассейна.

## Этимология
Впервые упомянута в отчётах русским картографом Устюговым в 1818 году. Название реки произошло от юпикского (эскимосского) слова kusquqviim и впервые было записано русскими моряками в 1826 году и отмечено на картах Сарычевым. Устаревшее атабаскское название реки — Chin-ana.

## География

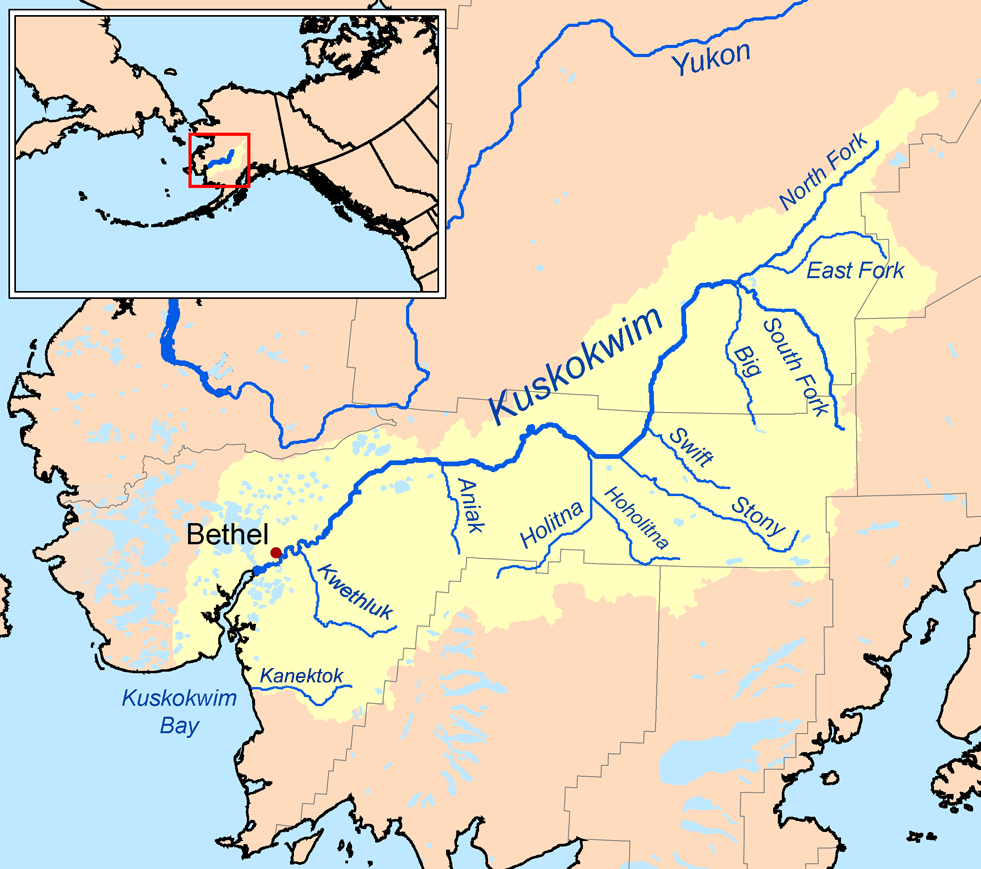
Схема бассейна реки Кускоквим

Река Кускоквим образуется путём слияния двух верховий: рек Северный Кускоквим и Южный Кускоквим. Северный Кускоквим (400 км) берёт начало в районе горного хребта Кускоквим, примерно в 320 км к юго-западу от Фэрбанкса, и течёт на юго-запад. Южный Кускоквим (320 км) берёт начало в районе Аляскинского хребта и течёт в северо-западном направлении. Реки Северный Кускоквим и Южный Кускоквим сливаются в 8 км к востоку от деревни Медфра. Ниже слияния река течёт на юго-запад, протекая в широкой долине между хребтом Кускоквим и Аляскинским хребтом. Протекает через город Макграт. В нижнем течении река прорезает хребет Кускоквим и выходит на обширную аллювиальную равнину, расположенную к югу от устья Юкона. Река впадает в залив Кускоквим в виде дельты примерно в 80 км ниже города Бетел, который является главным портом на реке Кускоквим, административным и транспортным узлом для 56 деревень в дельте рек Юкон-Кускоквим.
Длина реки составляет 1130 км; площадь водосборного бассейна — 124 319 км². Средний расход воды — 1897 м³/с. Судоходна на протяжении нижних 800 км. В течение 5-6 месяцев зимой покрыта льдом.
Один из притоков Кускокуима — река Аниак.